# Antemione
Antemione (in greco antico: Ἀνθεμίων) è un pastore troiano menzionato nel IV libro dell’Iliade.
Era il padre dell'eroe Simoesio, giovanissimo guerriero troiano che morì eroicamente durante uno dei tanti scontri nel decennale assedio della città, trafitto con la lancia da Aiace Telamonio.
" Qui fu che Aiace Telamonio il figlio
 d'Antemion percosse, il giovinetto
 Simoesio, cui scesa dall'Idee
 cime la madre partorì sul margo
 del Simoenta, un giorno ivi venuta
 co' genitori a visitar la greggia;
 e Simoesio lo nomâr dal fiume. "
(Omero, Iliade, libro IV, traduzione di Vincenzo Monti)
Nulla si sa sul destino di Antemione.